# Ripalta Guerina
Ripalta Guerina é uma comuna italiana da região da Lombardia, província de Cremona, com cerca de 436 habitantes. Estende-se por uma área de 3 km², tendo uma densidade populacional de 145 hab/km². Faz fronteira com Montodine, Moscazzano, Ripalta Arpina, Ripalta Cremasca.

## Demografia
| Variação demográfica do município entre 1861 e 2011                               |
|                                                                                   |
| Fonte: Istituto Nazionale di Statistica (ISTAT) - Elaboração gráfica da Wikipedia |